# Pascaline Dupas
Pascaline Dupas née à Nantes en 1976 est une économiste française dont les recherches portent sur l'économie du développement et la microéconomie appliquée. Elle s'intéresse particulièrement à la santé, l'éducation, l'épargne, la micro finance et la fiscalité. Elle est professeure d'économie à l'Université de Stanford, titulaire de bourses supérieures à l'Institut Stanford pour la recherche sur les politiques économiques (SIEPR) et à l'Institut Freeman Spogli pour les études internationales (FSI) et coprésidente du secteur de la santé du Poverty Action Lab. Elle a reçu le prix du meilleur jeune économiste français en 2015.

## Études et formation
Elle intègre en 1997 l'École normale supérieure où elle étudie l'économie. De 2000 à 2002, elle est Visiting Fellow à l'Université Harvard, de 2002 à 2003, Visiting Student au MIT, et de 2003 à 2006 Visiting Scholar à Université de New York.
Elle obtient son doctorat d'économie à l'École des hautes études en sciences sociales (École d'économie de Paris) en 2006. Après son doctorat, elle devient professeur assistant au Dartmouth College (2006 à 2008) puis à l'UCLA (2008 à 2011). Elle entre à l'Université Stanford en 2011 et est nommée professeure associée en 2014. Elle est éditrice associée du Quarterly Journal of Economics. AEJ-Applied Economics, Econometrica et co-éditrice du Journal of Development Economics.

## Recherche
Les recherches de Pascaline Dupas étudient les défis auxquels les ménages et les gouvernements des pays en développement sont confrontés par rapport à un large éventail de problèmes dans les domaines de la santé, de l'éducation et de la finance. Sur le plan méthodologique, la recherche de Dupas repose généralement sur l'utilisation d'expériences de terrain telles que les expériences randomisés (RCT). Les thèmes principaux de son travail comprennent la prévention de maladies telles que le paludisme et le VIH, l'effet des incitations des enseignants et le comportement d'épargne des pauvres. Les résultats importants de la recherche de Dupas incluent, entre autres, que :
- fournir de l'information sur la relation croissante entre le risque de VIH et l'âge des partenaires sexuels réduit les grossesses chez les adolescentes (et les rapports sexuels non protégés) plus efficacement que les informations axées sur l'abstinence[5];

- fournir des moustiquaires imprégnées d'insecticide antipaludique est plus efficace lorsque la distribution est gratuite que si elle se produit à un prix positif inférieur au prix du marché[6] ;

- les systèmes d'épargne et de crédit de groupe ainsi que le simple fait de fournir aux pauvres un endroit sûr pour garder de l'argent augmentent considérablement les économies de santé[7];

- les femmes des pays en développement se heurtent à des obstacles considérables à l'épargne et à l'investissement par rapport aux hommes et bénéficient donc fortement de l'introduction de services d'épargne formels gratuits tels que les comptes bancaires non rémunérés[8];

- le suivi (c'est-à-dire diviser la classe en différentes parties selon la performance des élèves) profite non seulement aux élèves très performants mais aussi aux élèves peu performants en permettant aux enseignants d'ajuster le niveau d'instruction au niveau de connaissances antérieures des élèves[9];

- un programme axé sur l'abstinence n'affecte pas la grossesse chez les adolescentes ou les maladies sexuellement transmissibles (MST), alors que les subventions à l'éducation peuvent réduire efficacement le décrochage, la grossesse et le mariage des adolescentes[10].

Géographiquement, la plupart des travaux de Dupas se concentrent sur l'Afrique sub-Saharienne, dont le Burkina Faso, le Cameroon, l'Ethiopie, le Ghana, le Kenya, le Malawi, l'Ouganda, la Tanzanie, parmi d'autres. D'après IDEAS / RePEc, Pascaline Dupas figure parmi les 3% d'économistes les plus performants et influents dans le monde (Janvier 2018).

## Bourses et distinctions
- 2015 : Prix du meilleur jeune économiste[12].
- 2013-2018 : National Science Foundation Carrer Grant
- 2012-2014 : Bourse Sloan